# Јан Потоцки
Гроф Јан Потоцки (Пикив, 8. март 1761 – Уладивка, 23. децембар 1815) био је пољски племић, етнолог, лингвиста, светски путник и писац. Најпознатији је по класичном авантуристичком и хорор роману Рукопис нађен у Сарагоси. Писао је на француском језику.

## Биографија
Рођен је у утицајној племићкој породици и школован у Швајцарској. Као војник борио се у Рату за баварско наслеђе и био војни инжењер у пољкој армији. Током својих путовања описивао је обичаје, текуће ратове, револуције и национална буђења, што га је учинило једним од пионира путописне литературе. Био је и ученик Витезова малтешког реда, а имао је у Варшави своју издавачку кућу. Путовао је у Италију, Сицилију, Малту, Низоземску, Немачку, Француску, Русију, Турску, Далмацију, Балканско полуострво,Кавказ, Шпанију, Тунис, Мароко, Египат и Монголију.
Женио се двапут и имао петоро деце. Ментално је оболео и патио од меланхолије, и клиничке ликантропије, односно пред крај живота веровао је да постаје вукодлак. Починио је самоубиство пуцњем 1815. године.

## Дела (избор)
- Рукопис нађен у Сарагоси (1813)[5]
- Histoire Primitive des Peuples de la Russie avec une Exposition complete de Toutes les Nations, locales, nationales et traditionelles, necessaires a l'intelligence du quatrieme livre d'Herodote (1802)
- Путовања у степама Астрагана и Кавказа (1829)
- Путовање у Египат и Турску (1788)
- Путовања у Мароканско царство (1792)